# Nate West
Nathaniel „Nate“ West (* 6. Februar 1998 in Houston) ist ein US-amerikanischer Basketballspieler.

## Werdegang
Nach der Schulzeit an der Strake Jesuit High School in Houston studierte West ab 2016 an der LeTourneau University in der ebenfalls im US-Bundesstaat Texas gelegenen Stadt Longview. Er belegte das Hauptfach Buchhaltung. Zwischen 2016 und 2020 erzielte der Aufbauspieler in 112 Einsätzen für die Basketballhochschulmannschaft insgesamt 2393 Punkte und stellte mit dem Wert die Bestmarke der LeTourneau University ein. Wests 361 getroffene Dreipunktwürfe sowie seine 534 Korbvorlagen platzierten ihn mit deutlichem Abstand auf dem ersten Rang. Auch seine 182 Ballgewinne übertrafen den bisherigen Bestwert an der Hochschule. Nachdem er in der Saison 2019/20 einen Mittelwert von 28,6 Punkten verbucht hatte, wurde West von den Fachmedien D3hoops.com sowie DIII News und von der Vereinigung der US-Basketballtrainer als bester Spieler der dritten NCAA-Division ausgezeichnet. Seinen Höchstwert in einem Spiel erzielte er im Februar 2020, als ihm gegen die Belhaven University 67 Punkte gelangen.
Im Sommer 2021 unterschrieb West seinen ersten Vertrag als Berufsbasketballspieler und schloss sich dem tschechischen Erstligisten USK Prag an. In 45 Spielen für die Hauptstadtmannschaft erzielte er im Mittel 16,5 Punkte. Zur Saison 2022/23 wechselte er zu Union Neuchâtel in die Schweiz. In seinem ersten Spieljahr im Kanton Neuenburg wurde West Mitte Januar 2023 durch eine Knieverletzung zurückgeworfen, kam für den Erstligisten auf Mittelwerte von 10,6 Punkten, 5,9 Vorlagen sowie 4,4 Rebounds je Begegnung. Ende Juni 2023 gab Union Neuchâtel die Vertragsverlängerung bekannt.